# خالد فهد الرشيد
خالد فهد الرشيد (بالإنجليزية: Khaled Fahd Al-Rasheed)‏ هو مبارز سيف شيش سعودي، شارك في 
الألعاب الأولمبية الصيفية 1984 في حدث مبارزة سيف الشيش.

## روابط خارجية
- خالد فهد الرشيد على موقع أوليمبيديا (الإنجليزية)